# Ngôn ngữ được xây dựng
Ngôn ngữ được xây dựng (hay viết tắt là conlang), là một ngôn ngữ dùng để giao tiếp giữa người với người (tức không phải với hoặc giữa các máy tính), nhưng không giống như một ngôn ngữ tự nhiên vốn hình thành qua tương tác của con người, nó được chủ đích tạo ra vì một mục đích cụ thể. Ngôn ngữ được xây dựng thường được viết tắt là conlang, cloŋ, và thậm chí là ŋ, và là một thuật ngữ tương đối rộng, bao gồm các tiểu mục như: hư cấu, nhân tạo, thiết kế, hoạch định và phát minh. Một ngôn ngữ kiến tạo có thể bao gồm các khía cạnh của ngôn ngữ tự nhiên như âm vị học, ngữ pháp, hệ thống chữ viết và từ vựng. Liên ngữ học (Interlinguistics) bao gồm việc nghiên cứu các ngôn ngữ được xây dựng.
Esperanto (Quốc tế Ngữ) do Zamenhof người Ba Lan sáng tạo năm 1887 là ngôn ngữ được xây dựng có nhiều người sử dụng nhất (2 triệu). Trong tiểu thuyết giả tưởng Chúa tể của những chiếc nhẫn, tác giả Tolkien đã tạo ra hàng chục ngôn ngữ, nổi tiếng bậc nhất là Quenya.
Từ điển bách khoa Việt Nam phân chia các ngôn ngữ nhân tạo thành ba loại theo mục đích sử dụng:
| “ | 1. Cho giao tiếp thường nhật: Volapük, do Johann Martin Schleyer người Đức tạo ra năm 1879; Espéranto, do L. Zamenhof người Ba Lan tạo ra năm 1887; Interlingua do Hiệp hội Ngôn ngữ Phụ trợ Quốc tế [sic] (IALA) tạo ra trong những năm 1937-1951; tiếng Anh cơ sở (Basic English), do Charles Kay Ogden tạo năm 1930. 2. Cho các xử lý tự động thông tin nhờ máy tính (Ngôn ngữ máy). 3. Cho các ghi chép và lưu trữ thông tin các chuyên ngành khoa học và kĩ thuật (Ngôn ngữ thông tin). | ” |

Lưu ý rằng Hiệp hội Ngôn ngữ Phụ trợ Quốc tế (IALA) là tổ chức sáng tạo Interlingua, chứ không phải "Hội các Ngôn ngữ Phụ trợ Quốc tế Hoa Kỳ".